# Sciurus richmondi
Sciurus richmondi är en däggdjursart som beskrevs av Nelson 1898. Sciurus richmondi ingår i släktet trädekorrar, och familjen ekorrar. Inga underarter finns listade i Catalogue of Life.

## Beskrivning
Pälsen på ovansidan är nästan enfärgat ockrabrun, medan buksidan är gulgrå till gulorange. Svansens ovansida är mörkockra, dess undersida gulockra. Kroppslängden är 32 till 39 cm, inklusive den 15 till drygt 18 cm långa svansen. Kroppsvikten är 208 till 284 g.

## Ekologi
Arten lever i låglandet och i låga bergstrakter upp till 1 000 meter över havet. Habitatet är främst regnskog, även om den också har påträffats i galleriskog vid vattendrag. Den är aktiv på dagen och vistas vanligen på marken eller i undervegetationen, den klättrar sällan högre upp i träden. Individerna lever troligen ensamma med undantag för parningstiden. Fortplantningen sker mellan februari och september. Honor föder två eller tre ungar per kull. Litet är känt om artens matvanor, men den har påträffats i kakaoodlingar.

## Utbredning
Denna ekorre förekommer i centrala Nicaragua.

## Status
IUCN kategoriserar arten globalt som nära hotad. Främsta hotet är habitatförlust till följd av skogsavverkning. Arten är dessutom utsatt för ett starkt jakttryck.